# Martin Hansson
Martin Hansson (født 6. april 1971 i Holmsjö i Sverige) er en svensk fodbolddommer. Han har dømt internationalt under det internationale fodboldforbund FIFA siden 2001.
Han er mest kendt for at være dommer i VM-kvalifikationskampen mellem Frankrig og Irland, hvor William Gallas scorede det afgørende mål, der sendte Frankrig til VM 2010 i Sydafrika efter at Thierry Henry havde taget bolden med hånden.

## Karriere
På trods af den kontroversielle kendelse omkring kvalifikationskampen mellem Frankrig og Irland, blev Hansson udtaget til at deltage ved VM 2010 i Sydafrika. Hansson fik dog ikke tildelt nogen kampe under slutrunden og måtte rejse hjem uden at have dømt en eneste kamp.